# Малаховский, Владислав Степанович
Владисла́в Степа́нович Малахо́вский (14 марта 1929, Сычёвка, Смоленская губерния — 14 декабря 2022, Калининград) — советский и российский математик, доктор физико-математических наук, профессор, заслуженный деятель науки Российской Федерации, основатель Калининградской геометрической школы.
В Калининградском государственном университете организовал научные семинар, из которого в 1970 году «вырос» международный геометрический сборник.

## Биография
Владислав Степанович Малаховский родился, согласно свидетельству о рождении, 14 марта 1929 г. в Нарбольнице г. Сычёвка Вяземского уезда Смоленской губернии в семье учителей. Сейчас г. Сычёвка является административным центром Сычёвского района Смоленской области.

### Семья

#### Семья отца

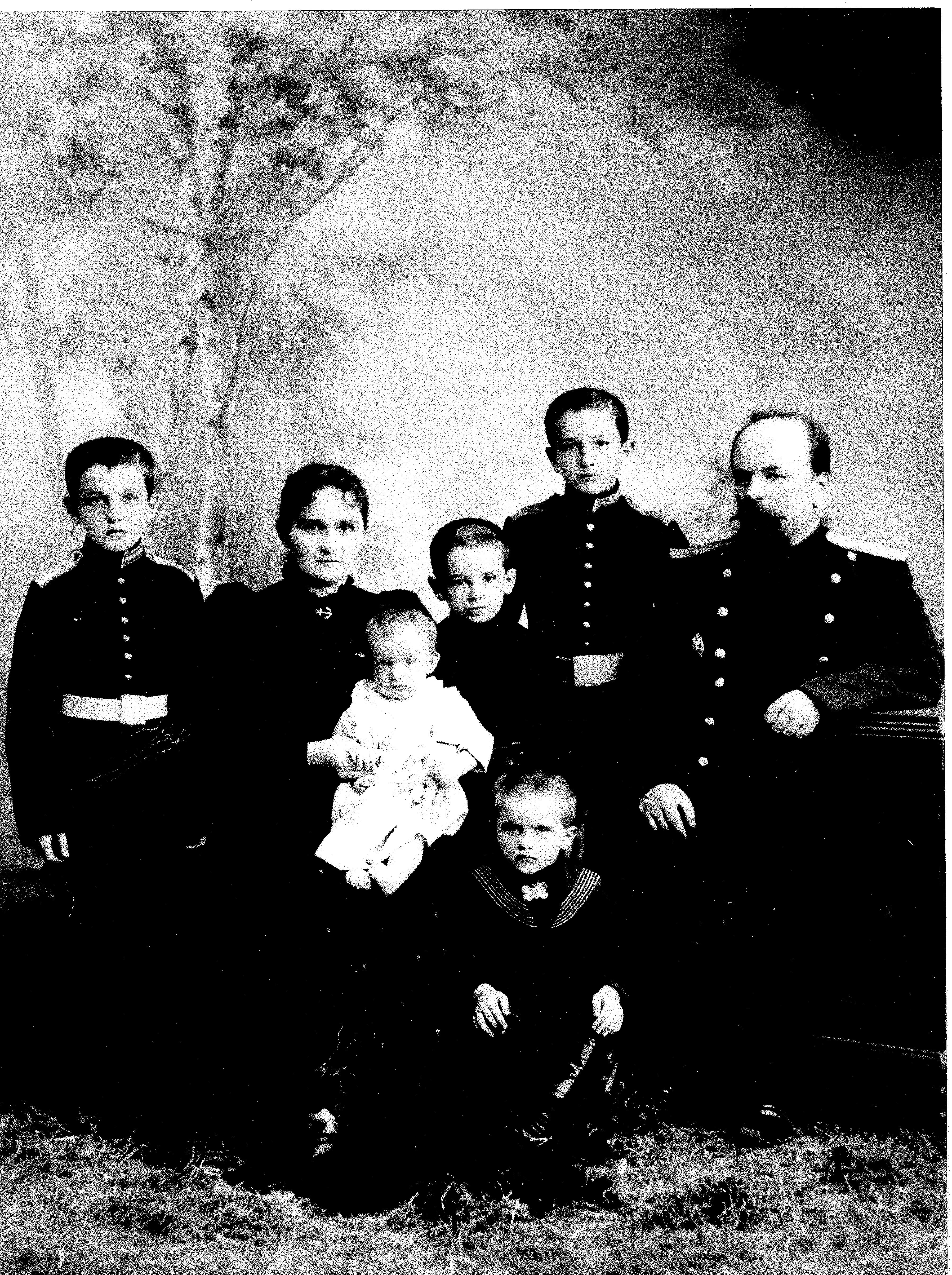
Семья деда, 1894 г. Отец Степан Степанович Малаховский сидит впереди на стульчике

Отец Владислава Степановича Степан (Стефан) Степанович Малаховский (1888—1942) родился в семье военного врача, имеющей пять детей, четвёртый ребёнок из пяти мальчиков. Степан Степанович — поляк, потомок очень древнего польского рода, ведущего свою родословную с XIII века. В Варшаве есть площадь Малаховского, названная в честь его дальнего родственника. Предки по отцу имели графский титул.
Дед Степан Петрович Малаховский (1849—1904) с отличием окончил в 1872 г. медицинский факультет Варшавского университета и прошёл путь от младшего военного лекаря в Тверской губернии до главного врача Имперского кавалергардского корпуса. В 1889 г. защитил в Петербурге докторскую диссертацию, стал профессором медицины. Награждён орденами Святого Станислава всех трёх степеней, орденом Святой Анны «За взятие Плевны» и серебряной медалью «В память царствования императора Александра III».
Отец Степан Степанович с отличием окончил в 1916 г. Физико-математический факультет Московского университета и работал учителем математики старших классов в гимназии города Сычёвка Смоленской области. Позже там же заведовал учебной частью средней школы № 2. Был арестован 13 июня 1938 г. по доносу, осужден и сослан в Кировскую область. По причине активизации военных действий со стороны немецкой армии 13 мая 1942 г. был расстрелян из-за своего происхождения по соответствующему приказу. Реабилитирован посмертно военным трибуналом Московского военного округа 26 ноября 1956 г.

#### Семья матери

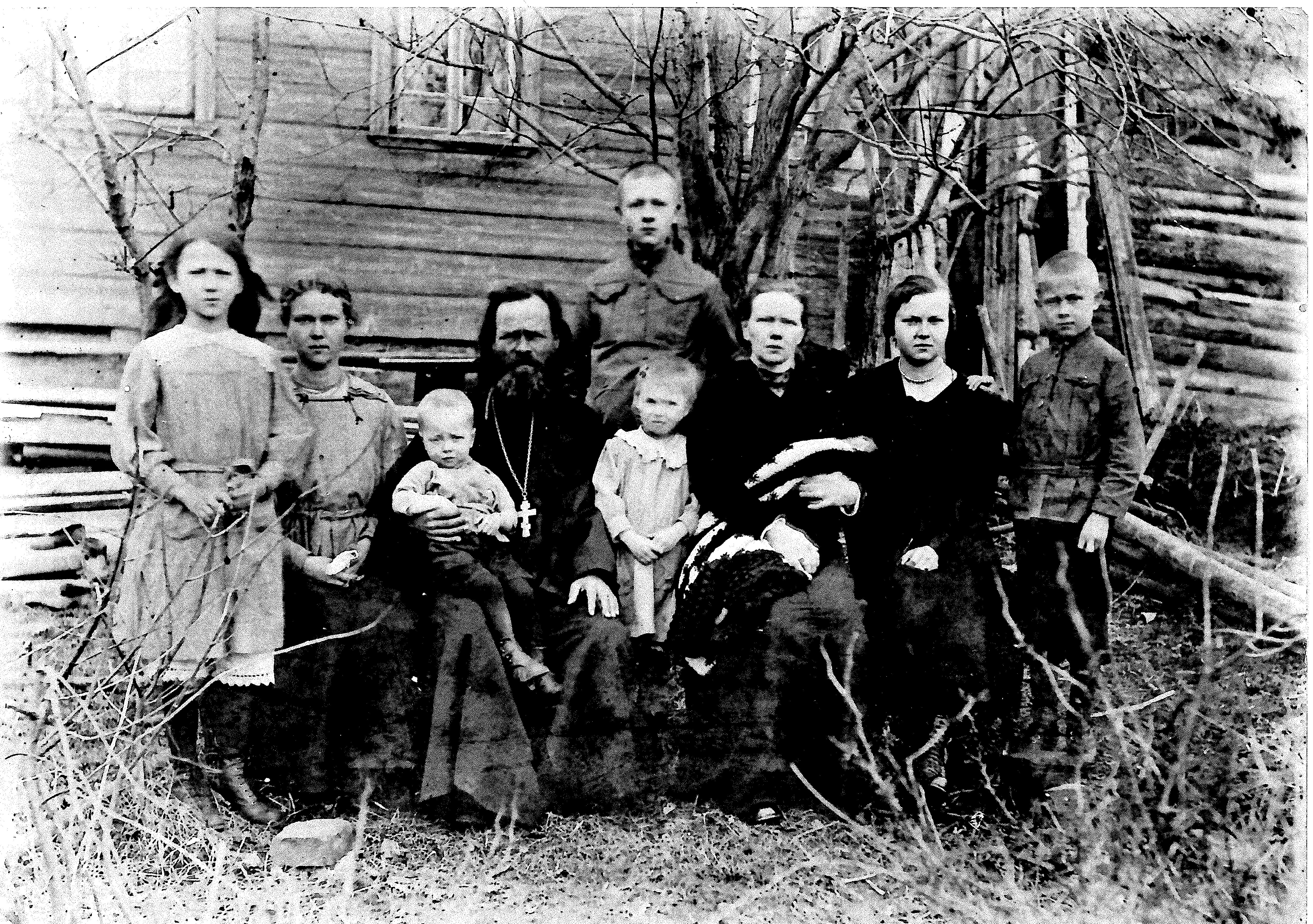
Семья деда, 1916 г. Мать Мария Сергеевна Соколова вторая справа

Мать Мария Сергеевна Малаховская (Соколова) (1900—1981) родилась 6 февраля 1900 г. в многодетной семье православного священника, имевшего приход в деревнях Смоленской области. Второй ребёнок из восьми детей. В 1908 г. Мария Сергеевна поступила по экзамену в приготовительный класс семилетней Сычёвской женской гимназии и окончила её 26 мая 1916 г. с золотой медалью. Получила незаконченное высшее образование и преподавала математику в той же школе, где работал отец Степан Степанович. С 14 марта 1932 г. по 1 августа 1936 г. работала библиотекарем взрослого абонемента Сычёвской райбиблиотеки, откуда перешла на работу в Среднюю школу № 2 г. Сычёвки. В 1938 г. Марии Сергеевне было присвоено звание учителя начальной школы. С 20 августа 1943 г. работала завучем и преподавателем математики и физики Субботниковской народной средней школы Сычёвского района. С 1949 г. работала в школах г. Прокопьевска Кемеровской обл., затем — г. Томска преподавателем математики.
В. С. Малаховский вместе с матерью пережил немецкую оккупацию — фронт проходил в двадцати километрах от дома будущего математика. Его брат Владимир (родился в 1921 году) воевал на фронте.

### Томский университет
В 1944 году В. С. Малаховский вместе с матерью переехал в г. Прокопьевск Кемеровской обл., где проживал его дядя по матери Николай, работавший после ранения главным архитектором города. В том же 1944 г. поступил в Мужскую среднюю школу № 1 г. Прокопьевска и окончил её в 1948 г. с золотой медалью с правом поступления в вузы СССР без экзаменов. Поступил в 1948 г. на механико-математический факультет Томского университета, где получал одну из двух на весь СССР Ньютоновскую стипендию и возглавлял студенческое научное общество (выдвигался на Сталинскую стипендию, но не прошёл по причине происхождения). Свои первые научные исследования студент Владислав Степанович выполнял под руководством доцента Н. Г. Туганова. После окончания университета в 1953 г. с красным дипломом остался в нём работать ассистентом кафедры геометрии.
7 апреля 1958 года в Москве В. С. Малаховский защитил диссертацию «Точечное взаимнооднозначное соответствие двух поверхностей с заданным свойством соприкасающихся квадрик Ли» на соискание ученой степени кандидата физико-математических наук. Официальными оппонентами на защите диссертации были видные учёные-геометры Г. Ф. Лаптев и А. М. Васильев. И уже как молодой учёный и педагог Владислав Степанович продолжает курировать студенческую научную работу во всём Томском университете.
В дальнейшем В. С. Малаховским были исследованы конгруэнции кривых второго порядка с неопределенными фокальными свойствами и вырождающимися фокальными поверхностями в трёхмерном проективном пространстве и построены общие теории конгруэнции парабол и центральных кривых второго порядка в аффинном пространстве. 7 мая 1964 года в объединённом межвузовском совете по присуждению ученой степени по физико-математическим наукам при Томском университете В. С. Малаховский защитил диссертацию «Дифференциальная геометрия многообразий квадратичных элементов» на соискание ученой степени доктора физико-математических наук.
В 36 лет В. С. Малаховский стал профессором, заведующим кафедрой алгебры и теории чисел. В ТГУ читал общие курсы: аналитическая геометрия, основания геометрии, и специальные курсы: геометрия погруженных многообразий, основы теории групп Ли. За работу в ТГУ был награждён двумя грамотами ЦК ВЛКСМ, медалью «За трудовое отличие» (1967).
С 1958 г. работает с дифференциальной геометрией многообразий фигур, в которой хорошо известен в мировых научных кругах как специалист. Первым в СССР начал преподавание этой науки на базе современной методологии — с помощью метода внешних форм Э. Картана, в то время как в других вузах преподавание велось по-старому. Его труды неоднократно переводились и издавались в США.
В 1967 г. уже профессором побывал в Англии в рамках программы обмена, цель которой была изучение систем преподавания в высших школах двух государств — посетил несколько известных университетов Великобритании (Кембриджский университет, Оксфордский университет, Лондонский университет, Манчестерский университет, Ливерпульский университет), где читал лекции по своей специальности.

### Калининградский университет
В этом же году Владислав Степанович принял приглашение возглавить кафедру высшей алгебры и геометрии только что организованного на базе педагогического института Калининградского университета (ныне Балтийский федеральный университет имени Иммануила Канта).
В 1997 г. Американский биографический институт присвоил звание «Человек года», а Международный биографический центр в Кембридже в 1997—1998.
Написал и издал несколько книг, посвящённых истории математики и математике в целом.
3 июля 2019 года Горсовет Калининграда принял решение о присуждении звания Почётный гражданин Калининграда Владиславу Степановичу Малаховскому.
Умер 14 декабря 2022 г.

## Награды, премии и звания

### Государственные
- Золотая школьная медаль (05.07.1948)[10].
- Медаль «За трудовое отличие» (14.01.1967)[11].
- Почётное звание «Заслуженный деятель науки Российской Федерации» (27.03.1996)[15].
- Медаль «За заслуги перед Калининградской областью» (11.04.2016)[16].

### Общественные
Имеет пять грамот ЦК ВЛКСМ.

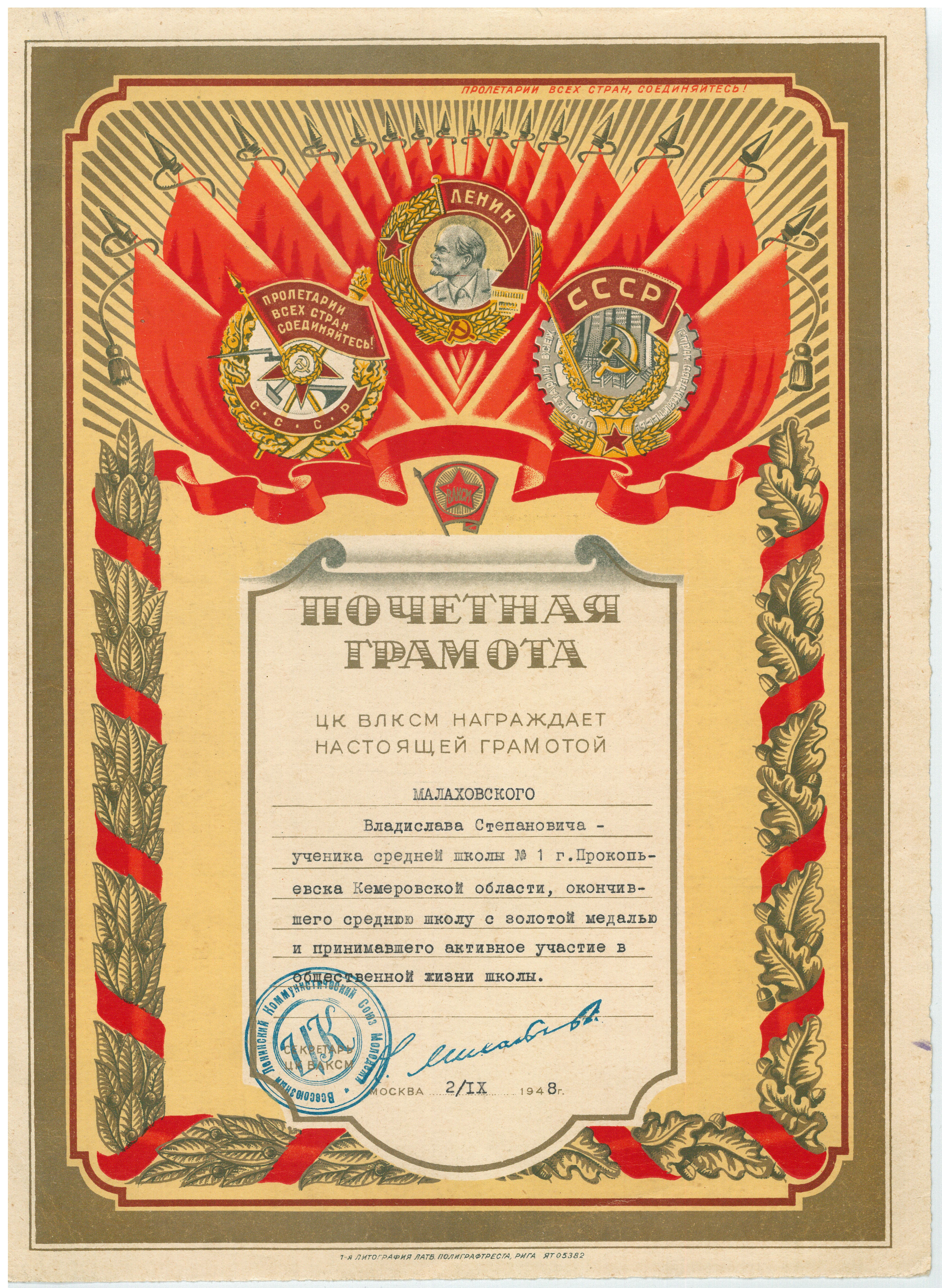
Грамота ЦК ВЛКСМ 1948-09-02
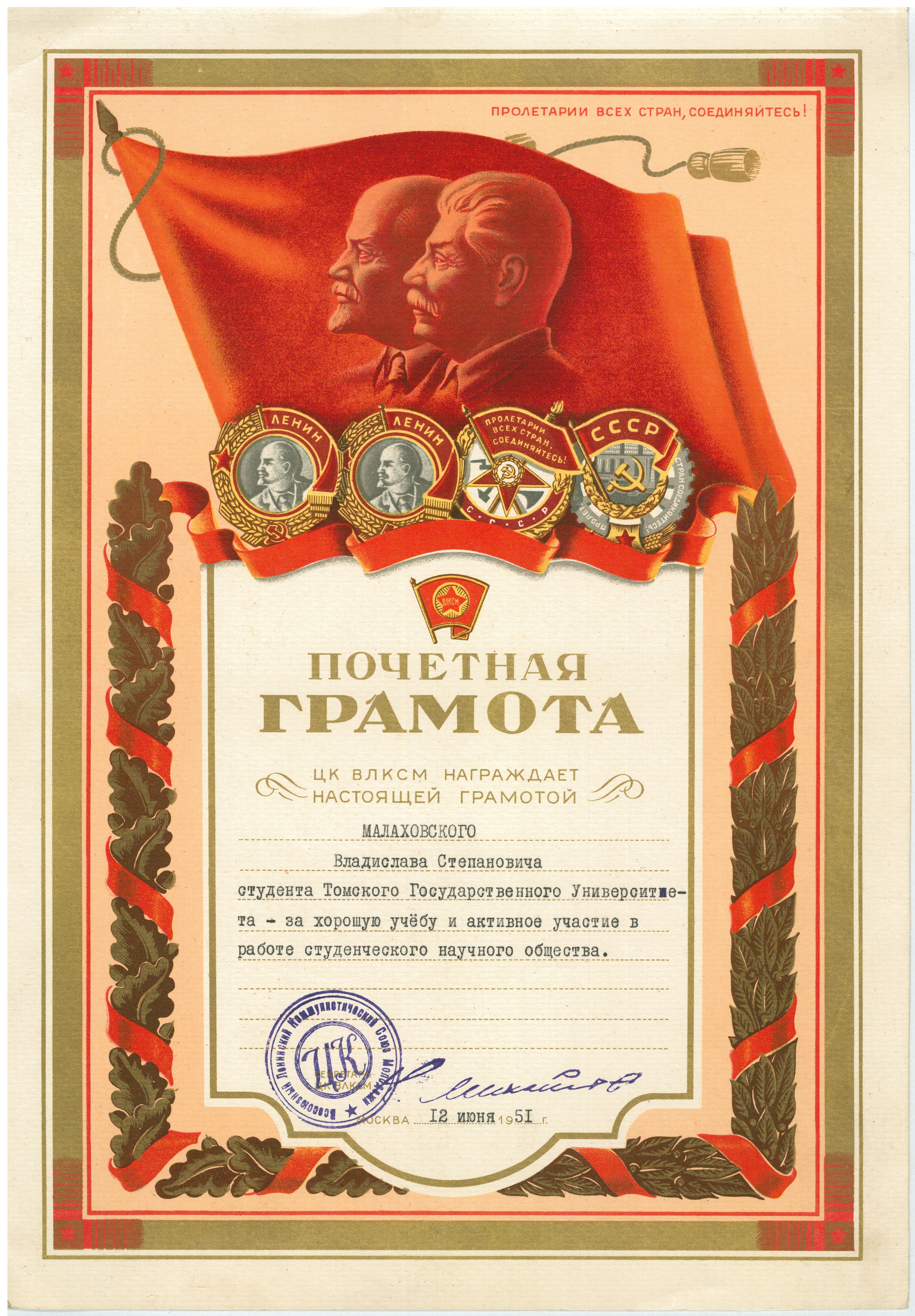
Грамота ЦК ВЛКСМ 1951-06-12
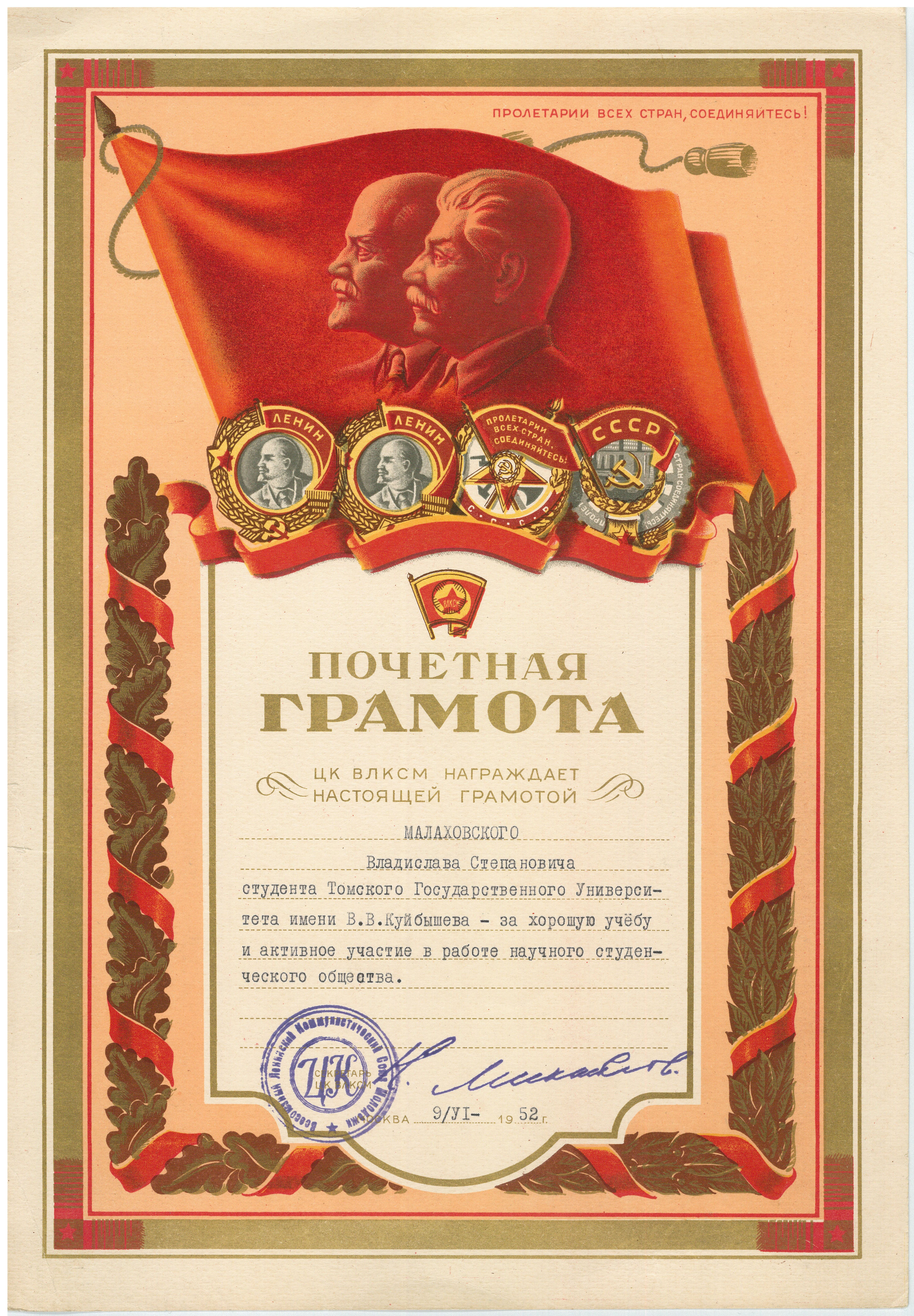
Грамота ЦК ВЛКСМ 1952-06-09
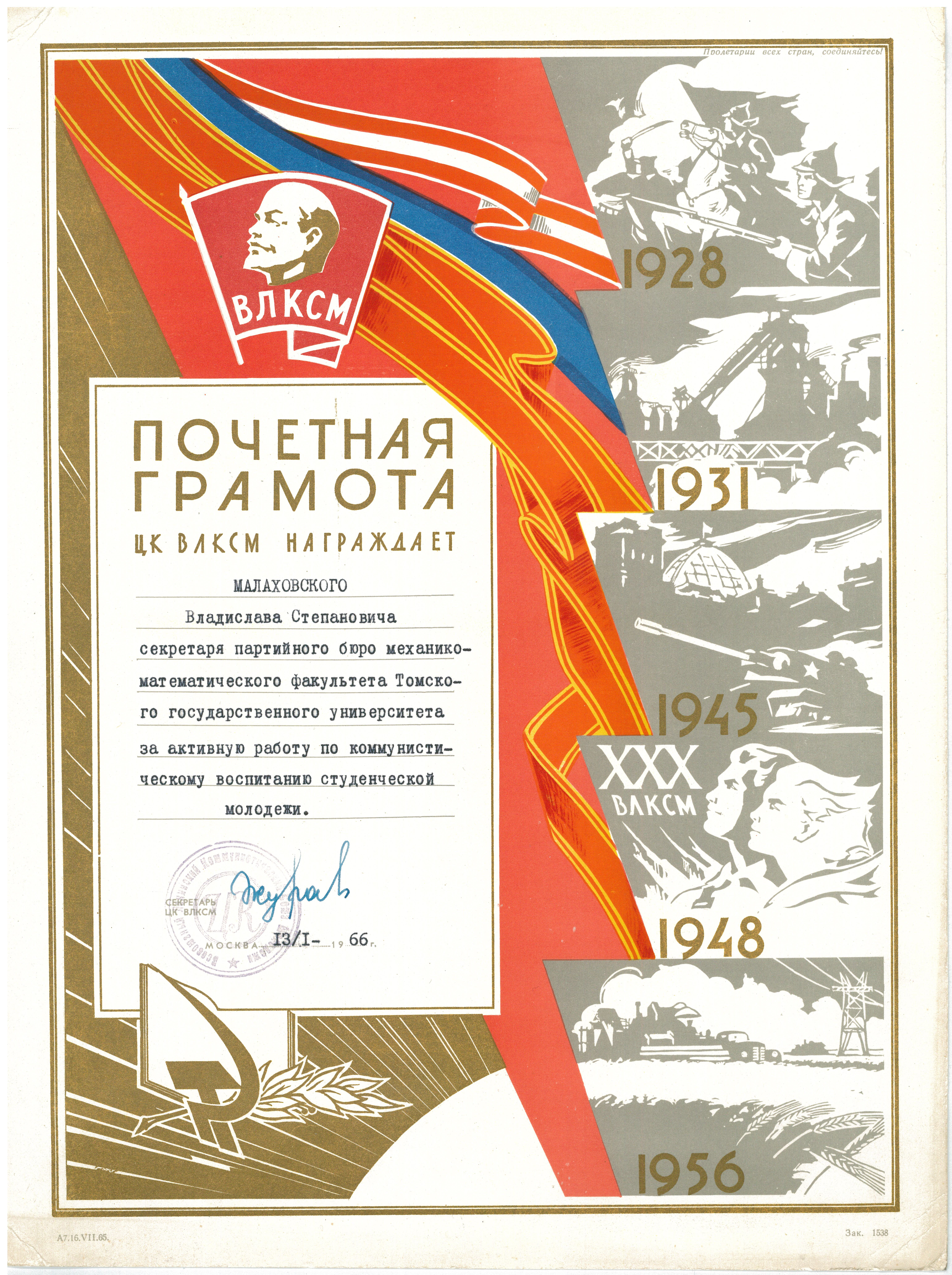
Грамота ЦК ВЛКСМ 1966-01-13
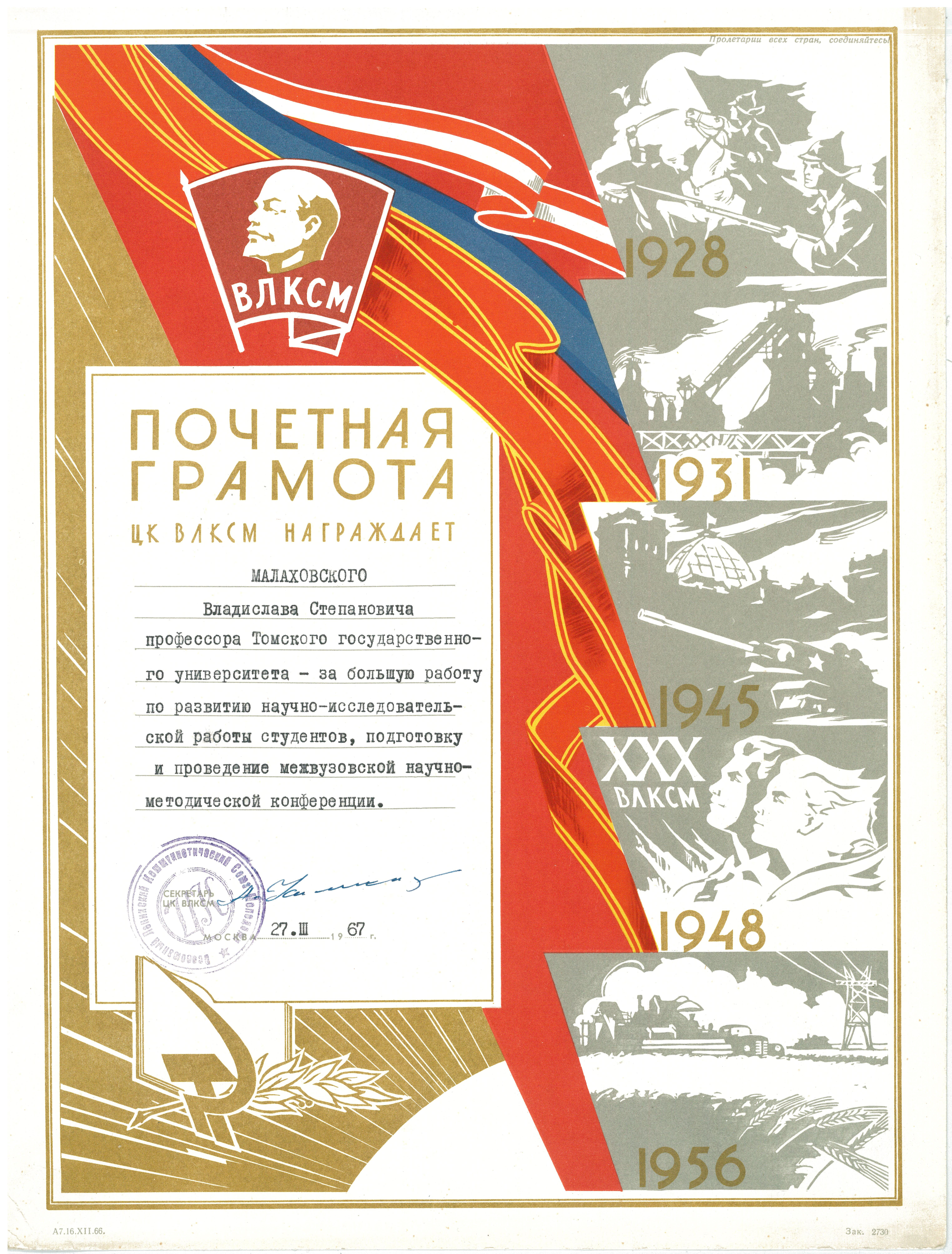
Грамота ЦК ВЛКСМ 1967-03-27

#### Награды научных организаций

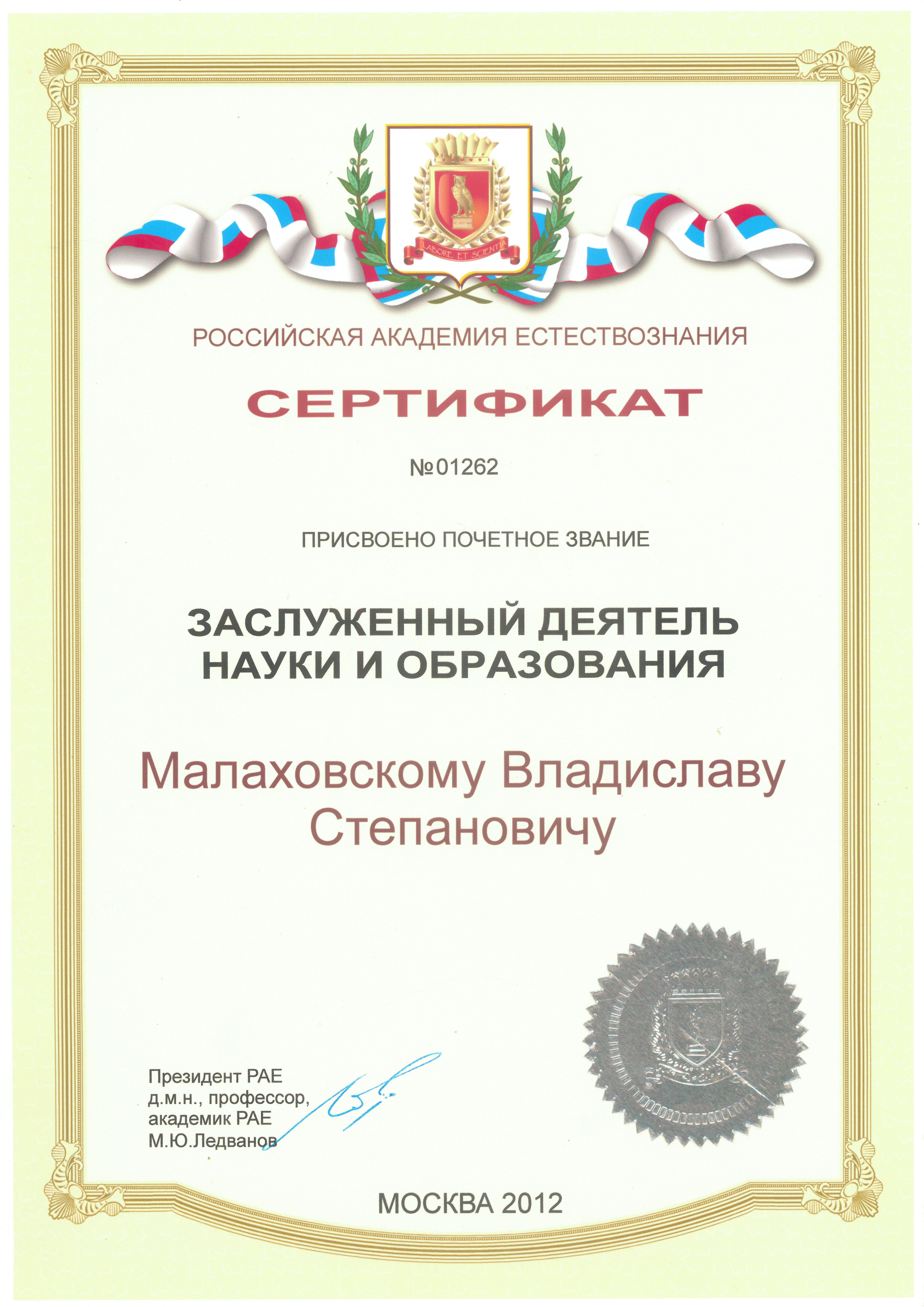
Сертификат о присвоении почётного звания «Заслуженный деятель науки и образования», 2012
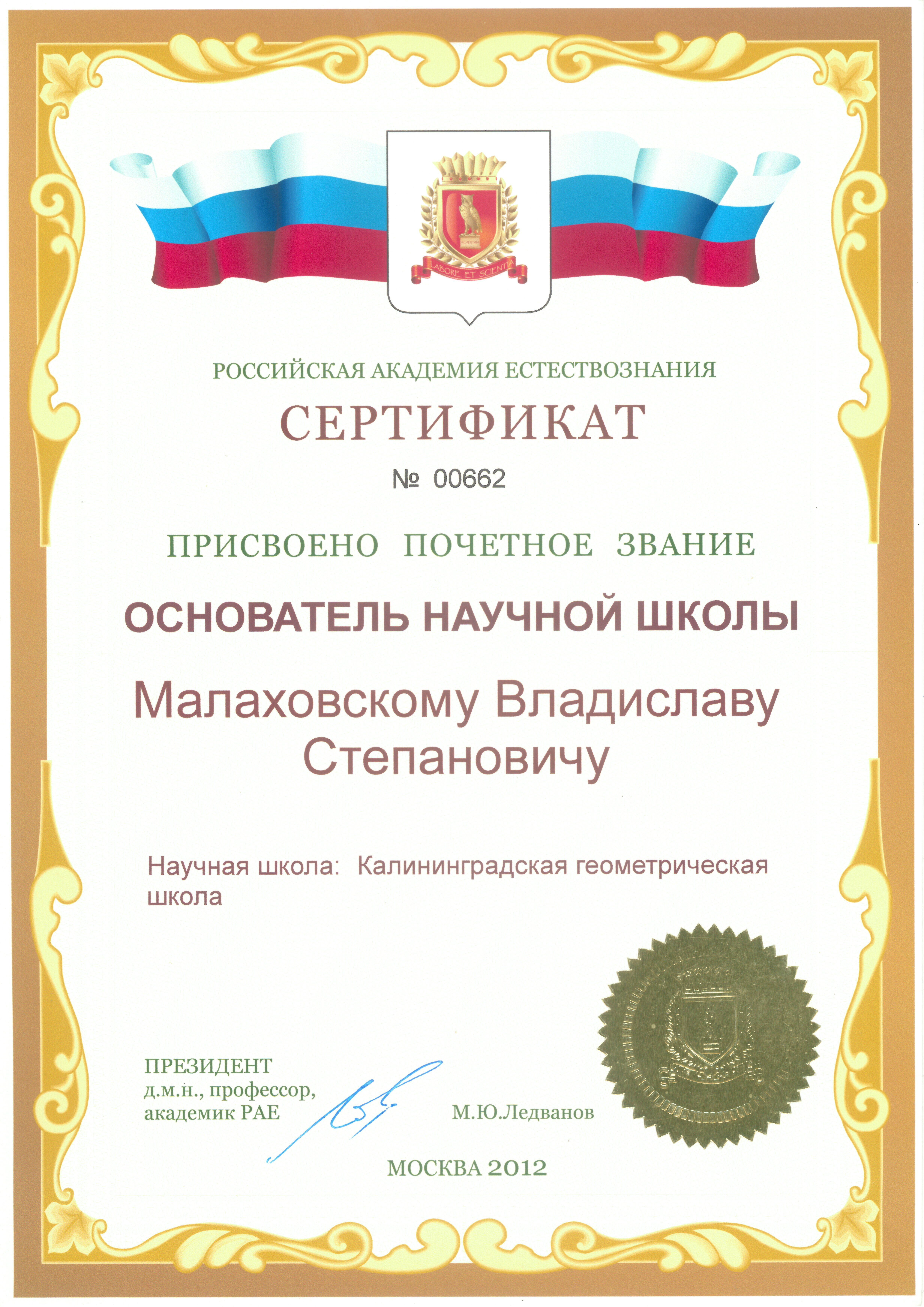
Сертификат о присвоении почётного звания «Основатель научной школы»: Калининградская геометрическая школа, 2012
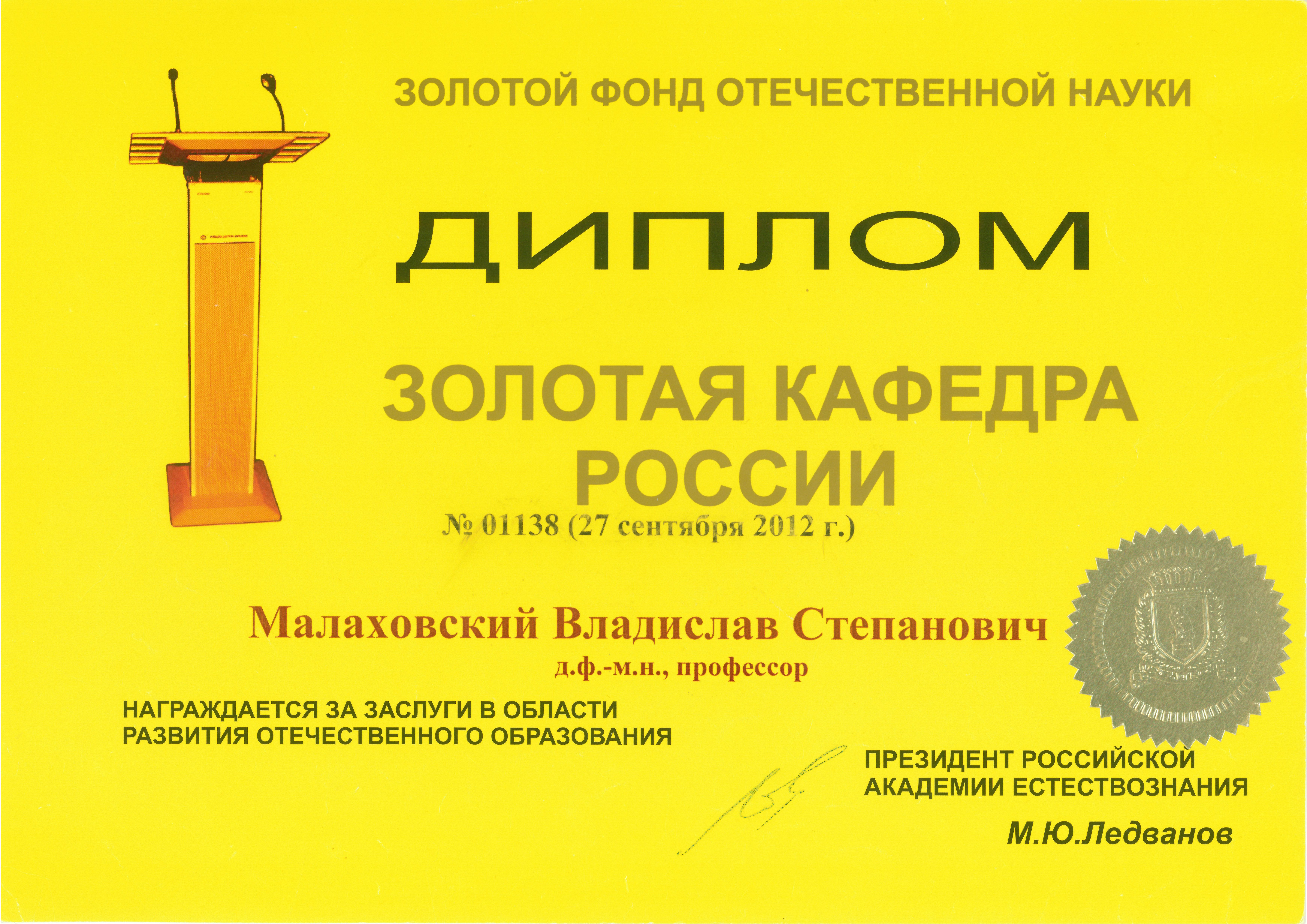
Диплом Золотая кафедра России, 2012-09-27
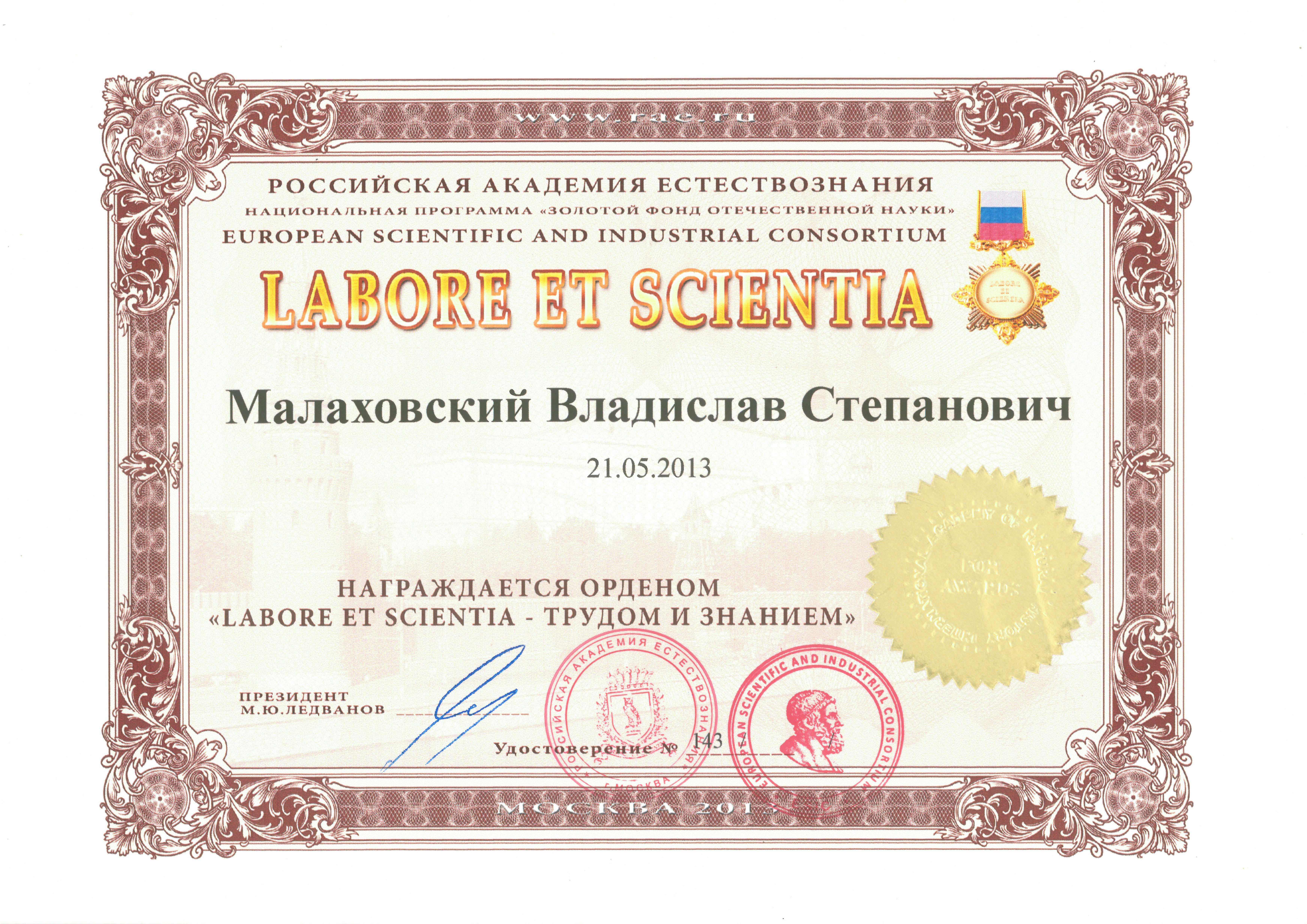
Удостоверение о награждении орденом «Labore et Scientia — Трудом и знанием», 2013-05-21
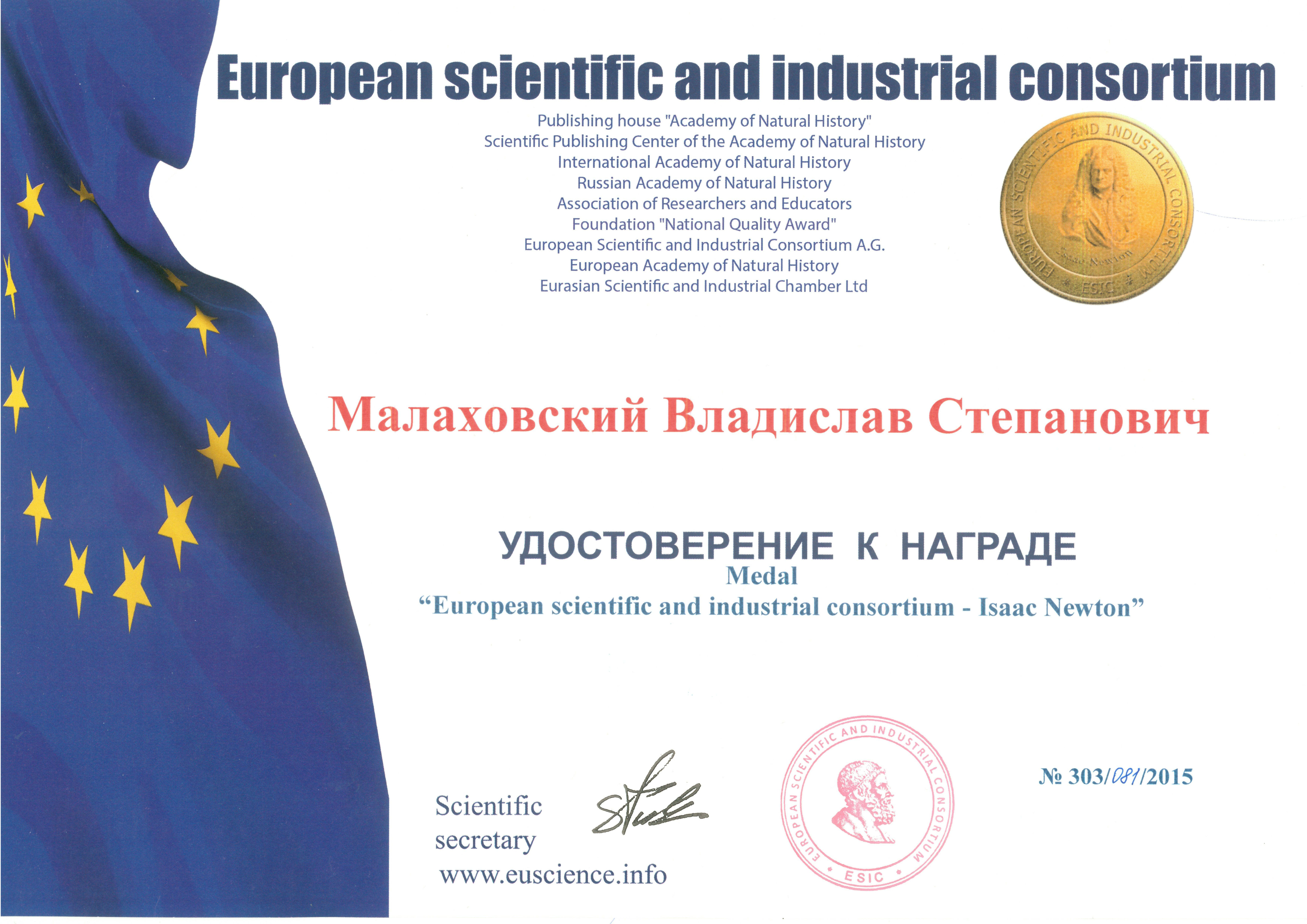
Удостоверение к награде Medal «European scientific and induscrial consoctium — Isaac Newton», 2015
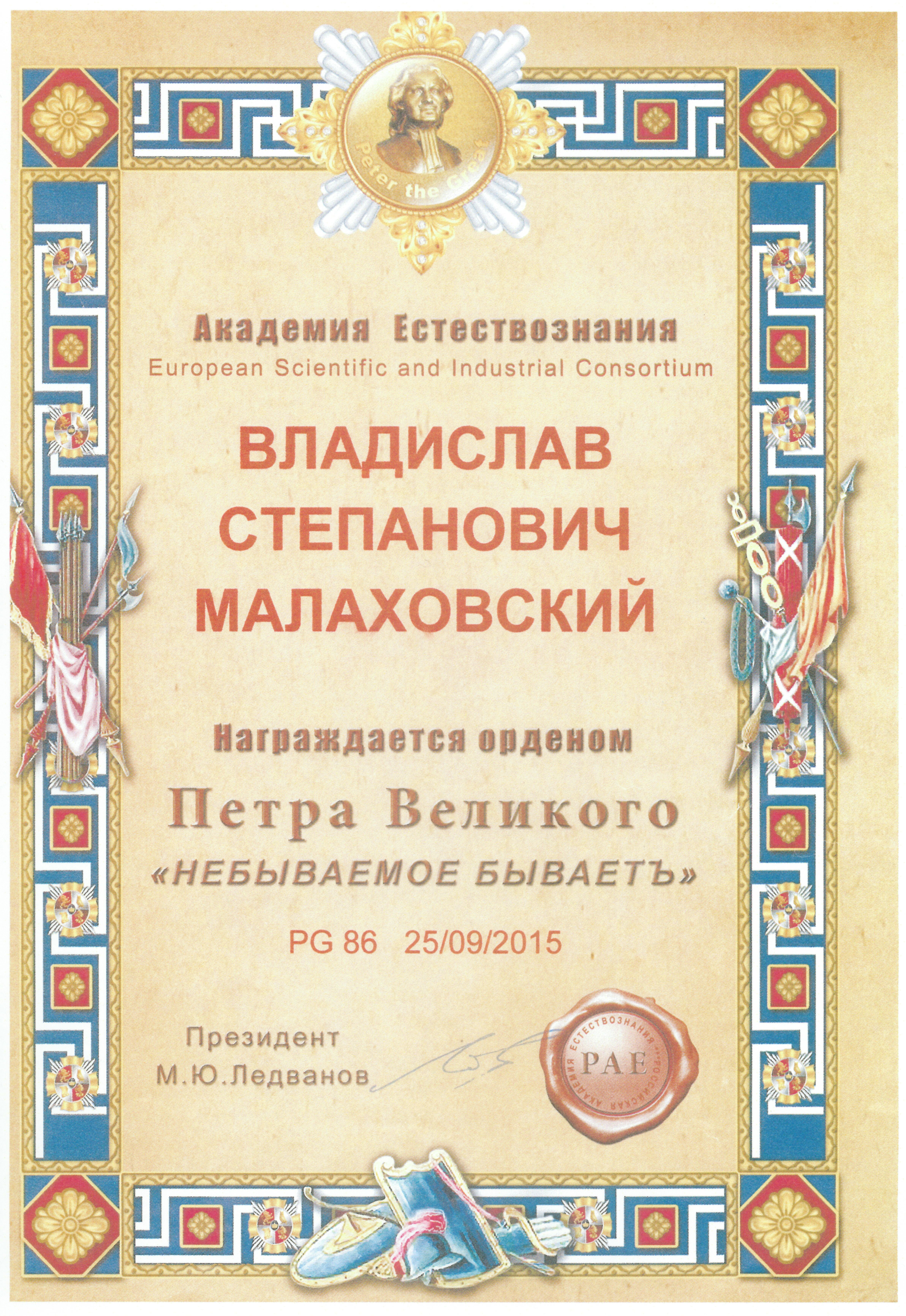
Удостоверение о награждении орденом Петра Великого «Небываемое бывает», 2015-09-25

## Журнал дифференциальная геометрия многообразий фигур
«Дифференциа́льная геоме́трия многообра́зий фигу́р» (англ. “Differential Geometry of Manifolds of Figures”, “Differentsial’naya Geometriya Mnogoobraziĭ Figur”) — советский и российский научный математический геометрический журнал, издаваемый Балтийским федеральным университетом имени Иммануила Канта и основанный профессором Владиславом Степановичем Малаховским в Калининградском государственном университете в 1970 году.
Журнал посвящён в основном дифференциальной геометрии многообразий фигур.
Журнал индексируется в наукометрической базе данных zbMATH, входит в РИНЦ и включён в категория К1 Перечня рецензируемых научных изданий ВАК.

Первые 10 выпусков
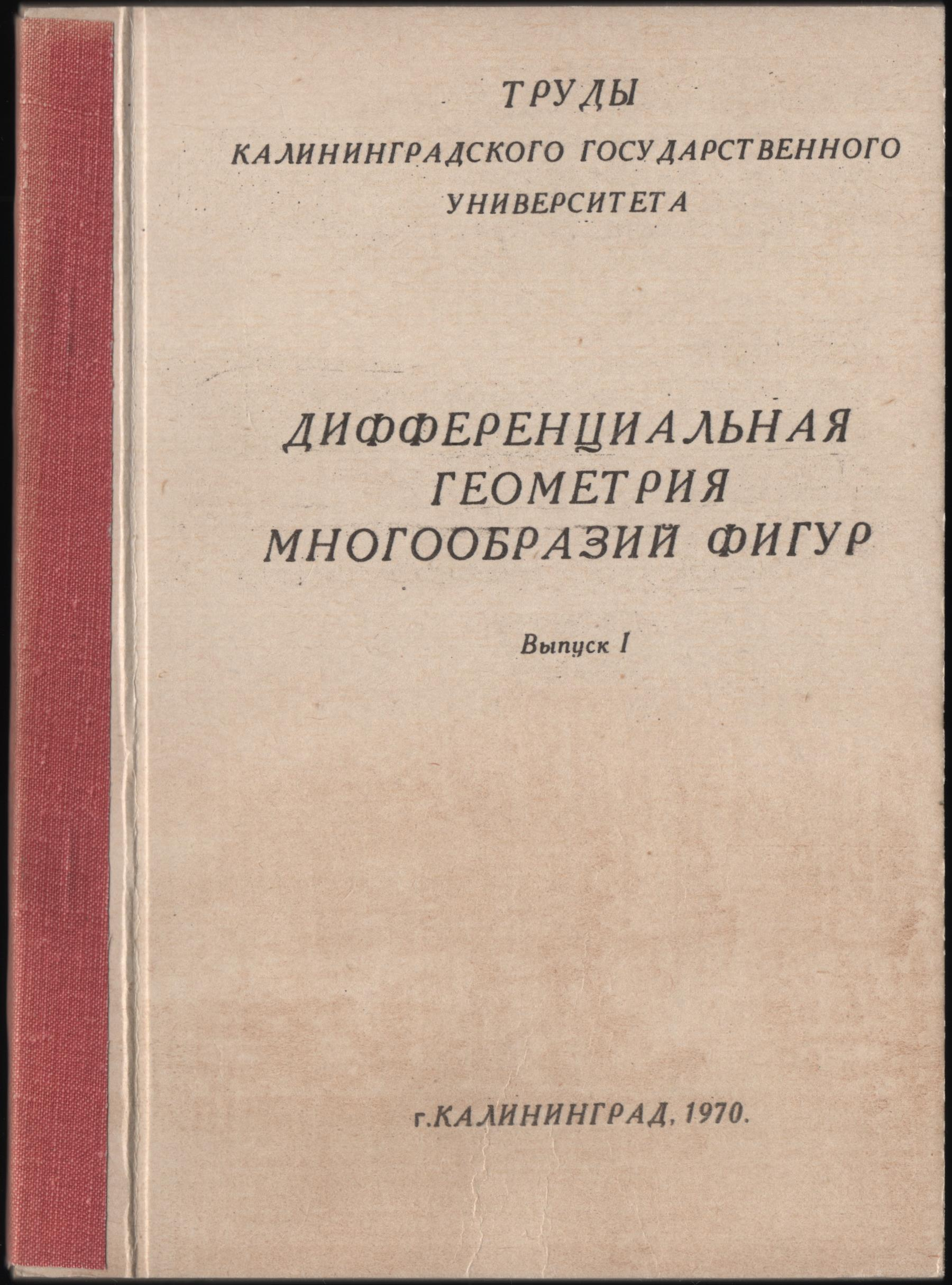
1-й выпуск. 1970 год
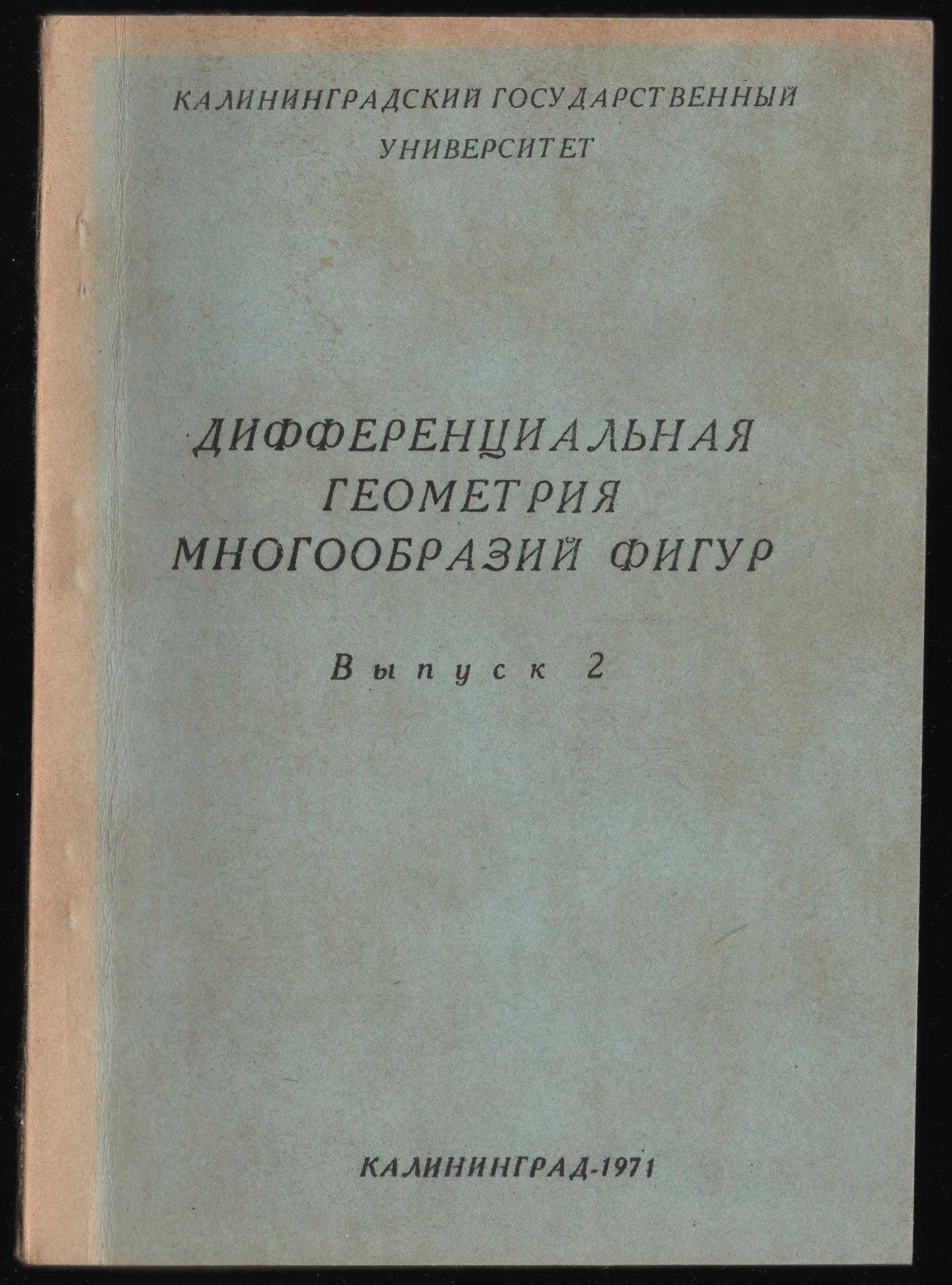
2-й выпуск. 1971 год
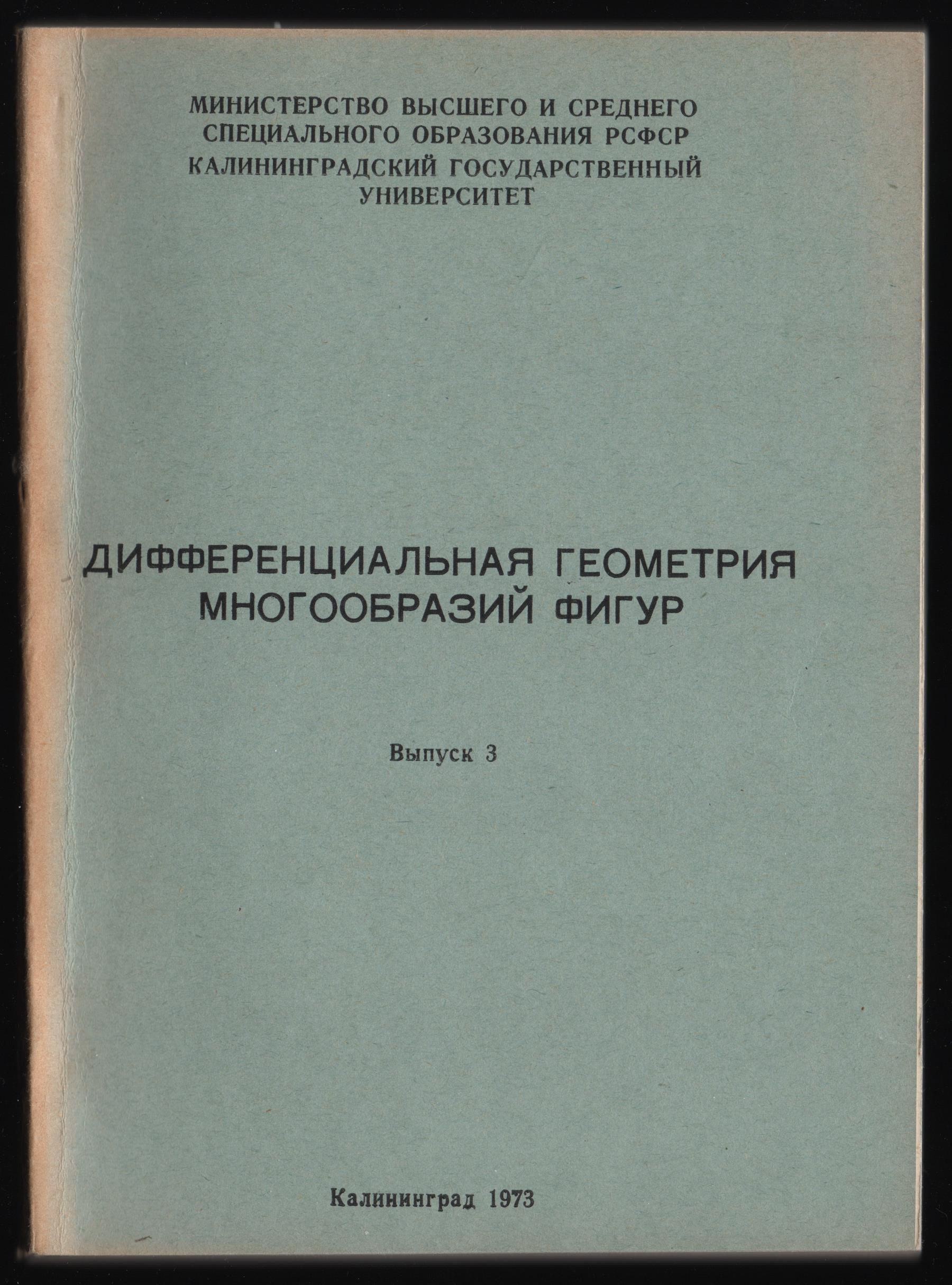
3-й выпуск. 1973 год
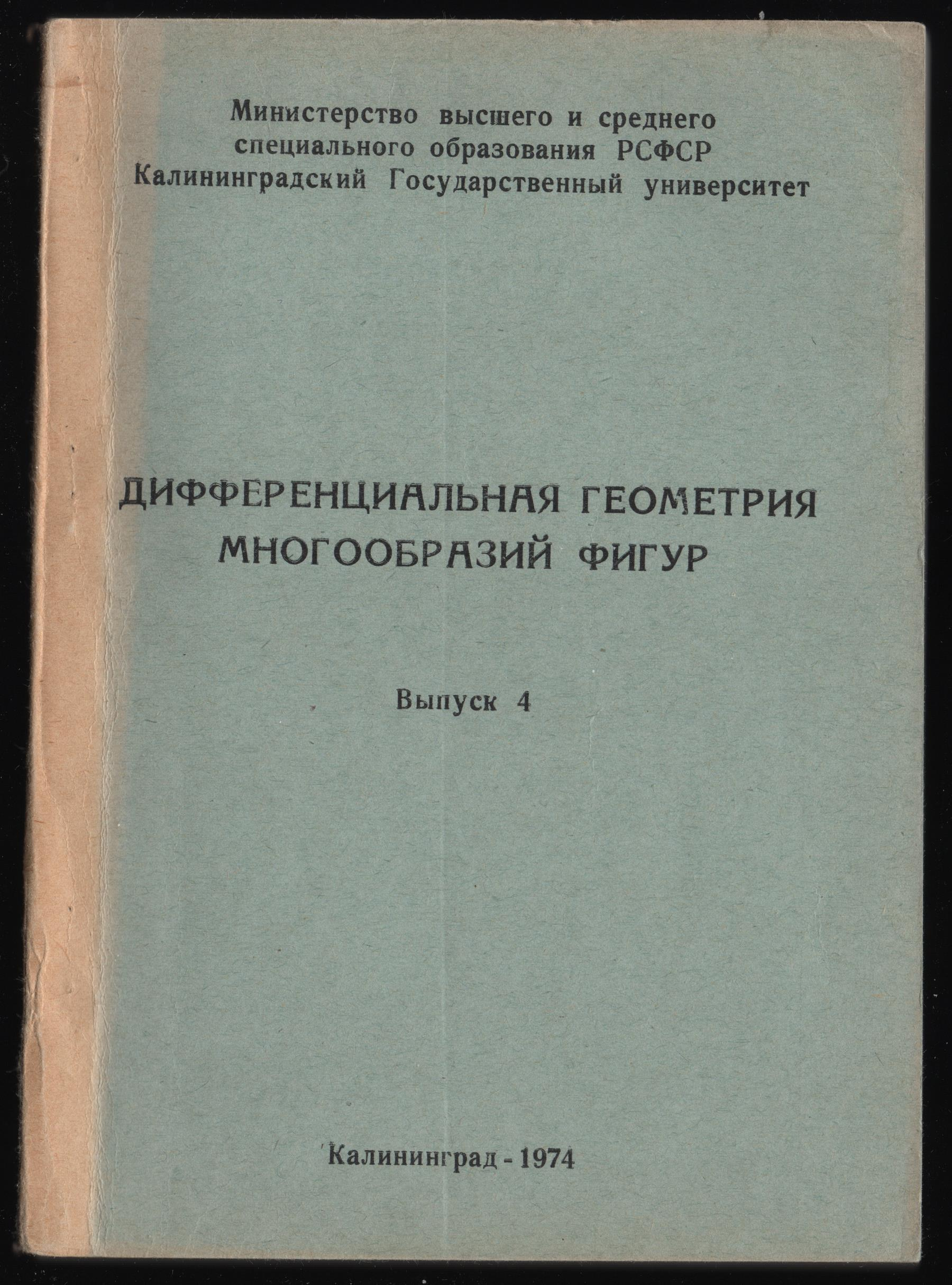
4-й выпуск. 1974 год
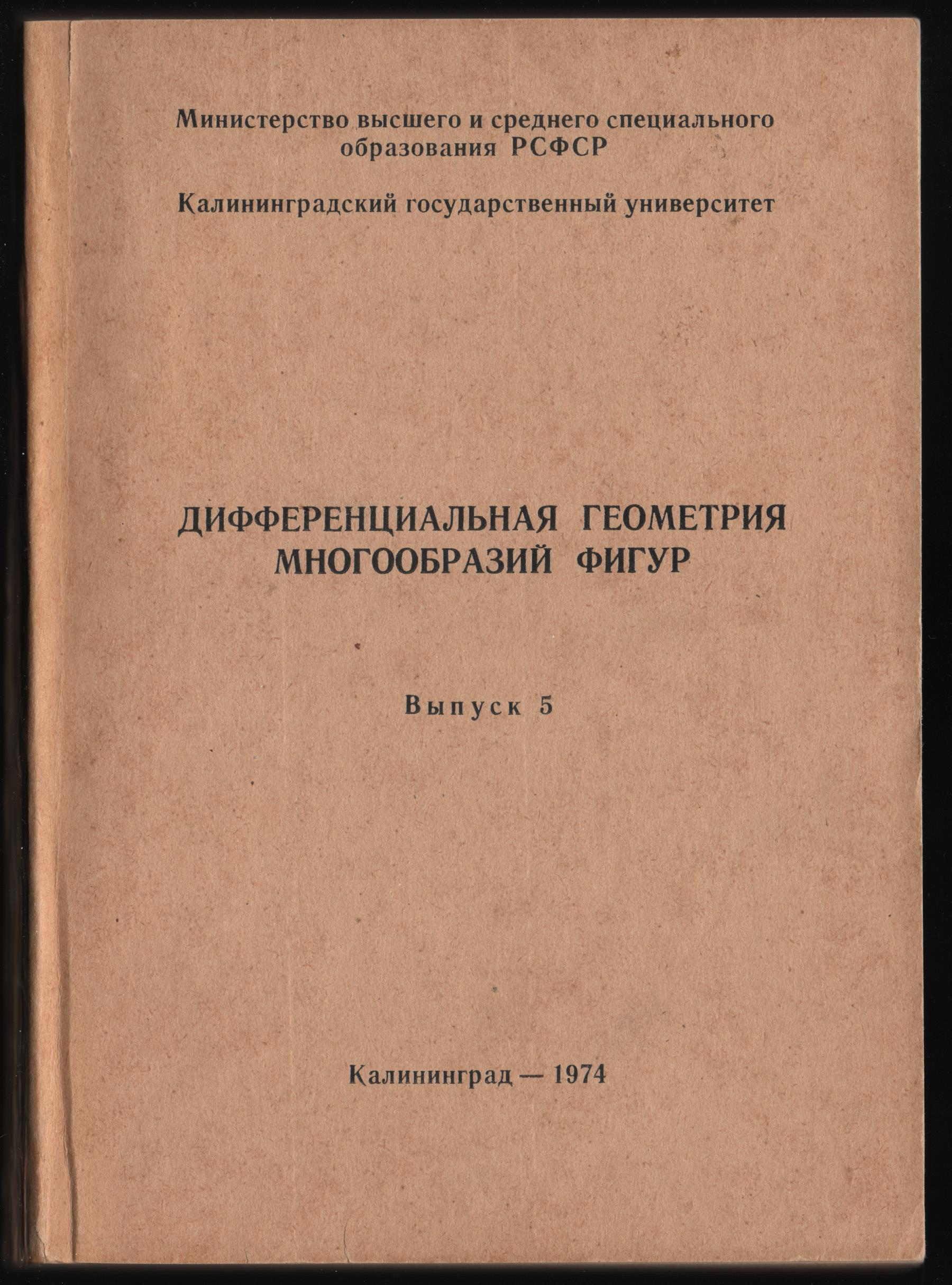
5-й выпуск. 1974 год
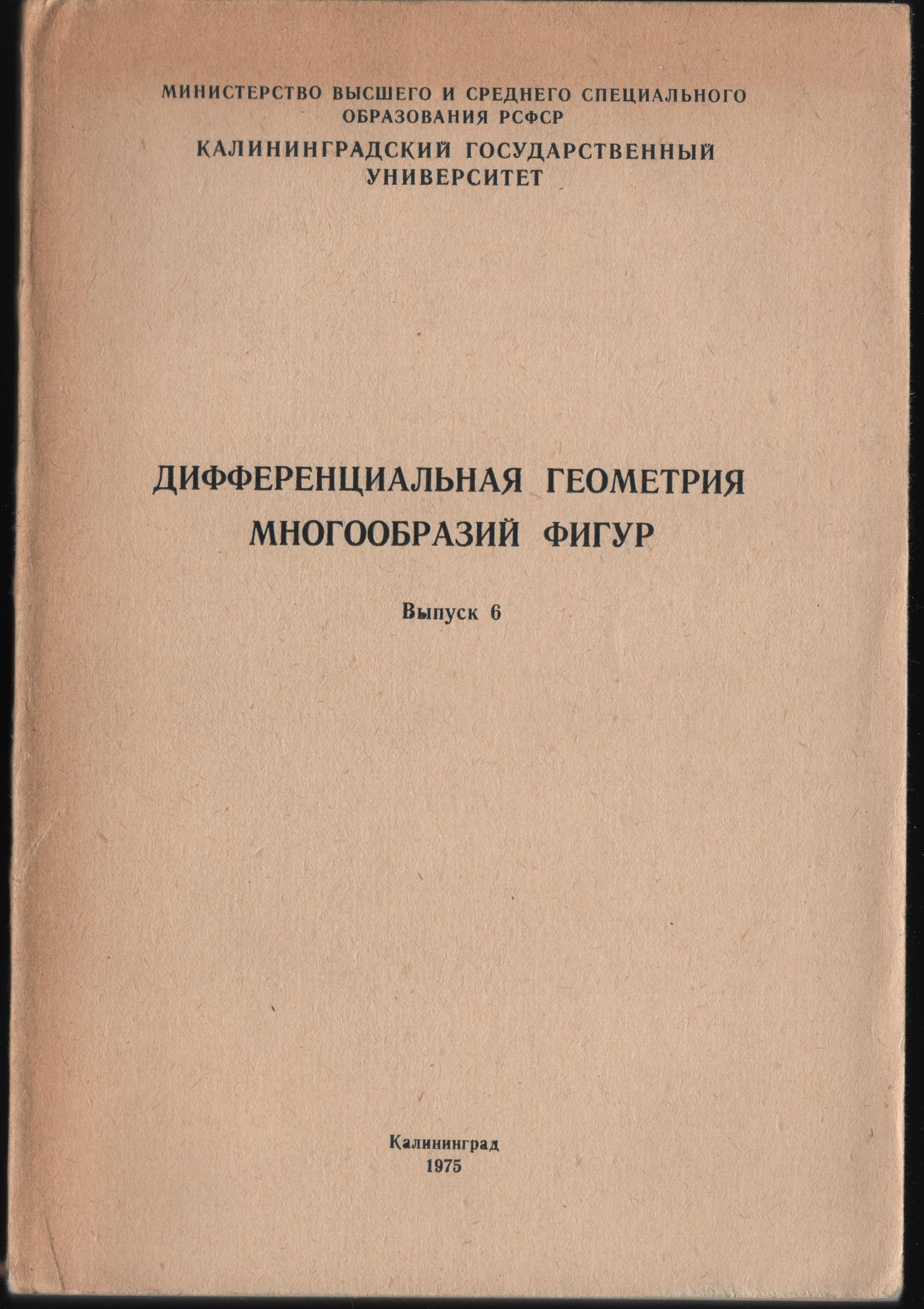
6-й выпуск. 1975 год
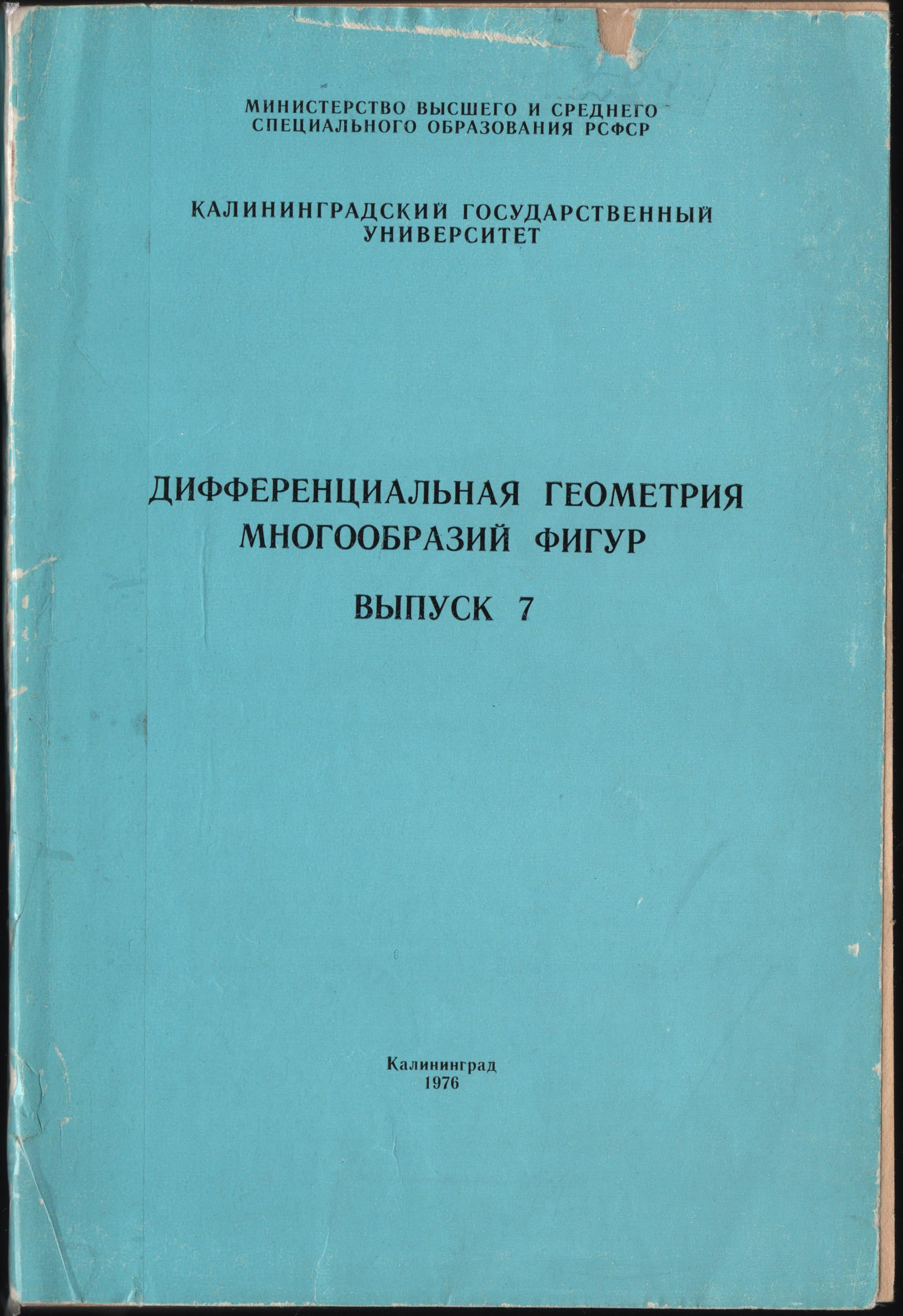
7-й выпуск. 1976 год
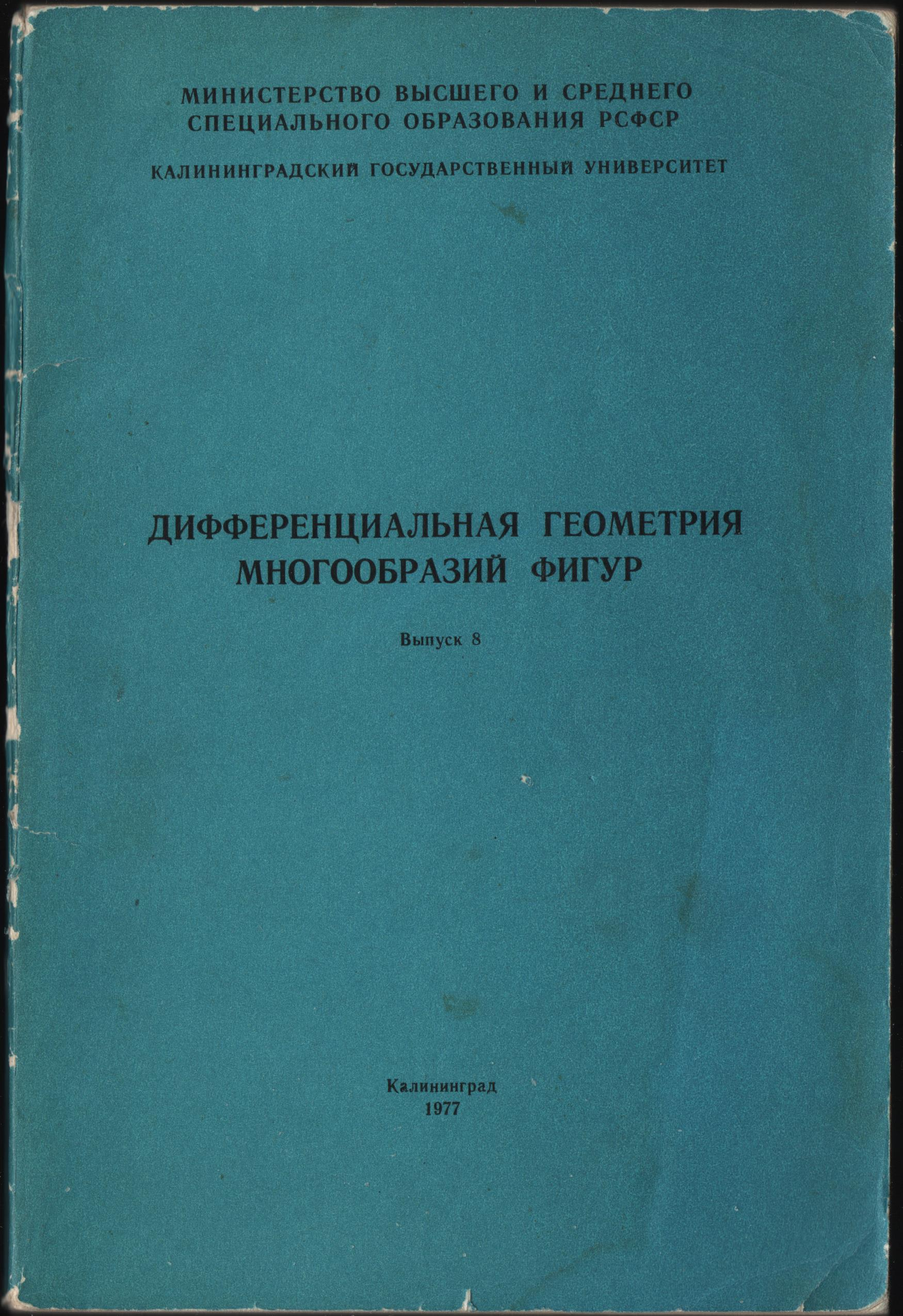
8-й выпуск. 1977 год
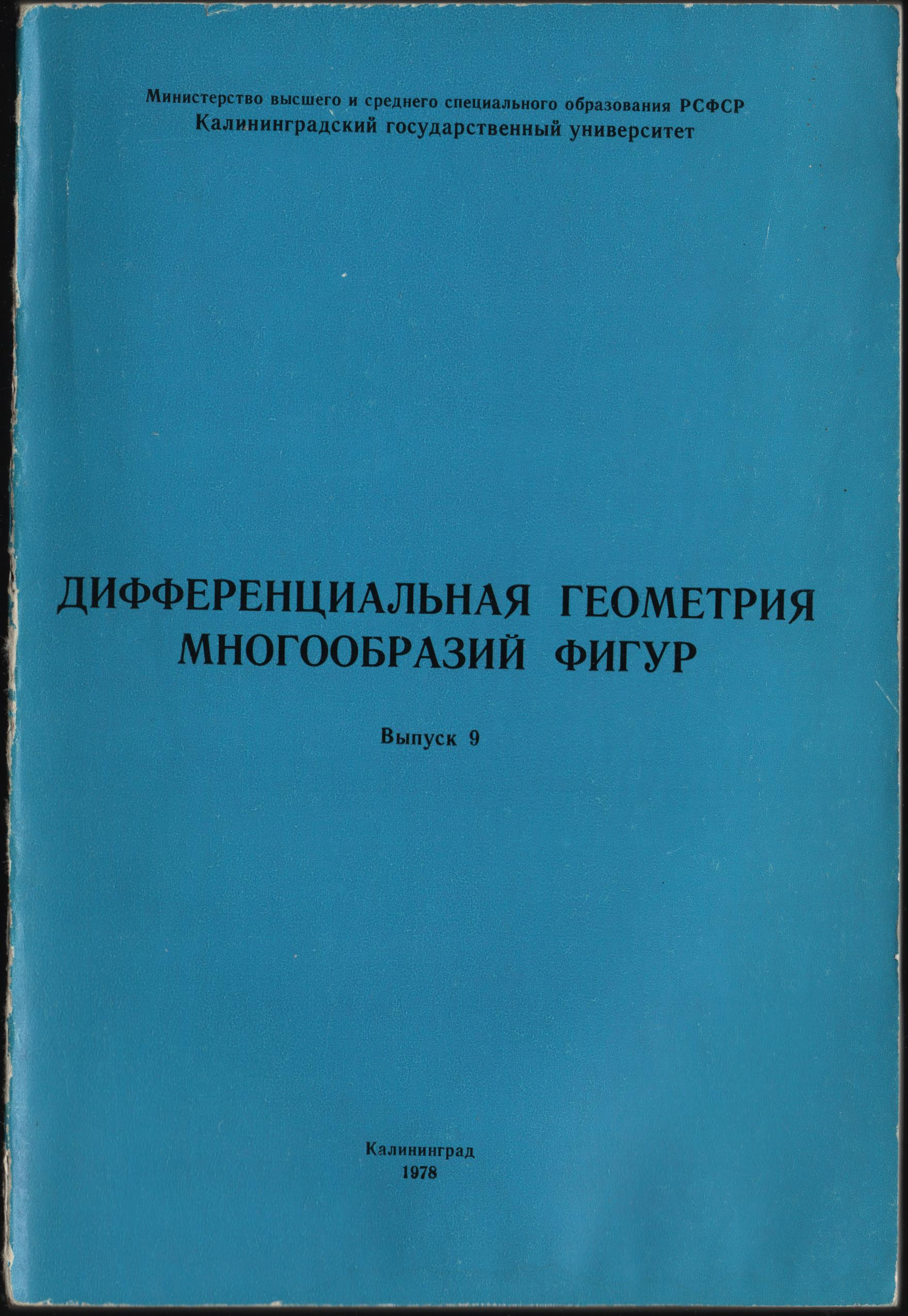
9-й выпуск. 1978 год
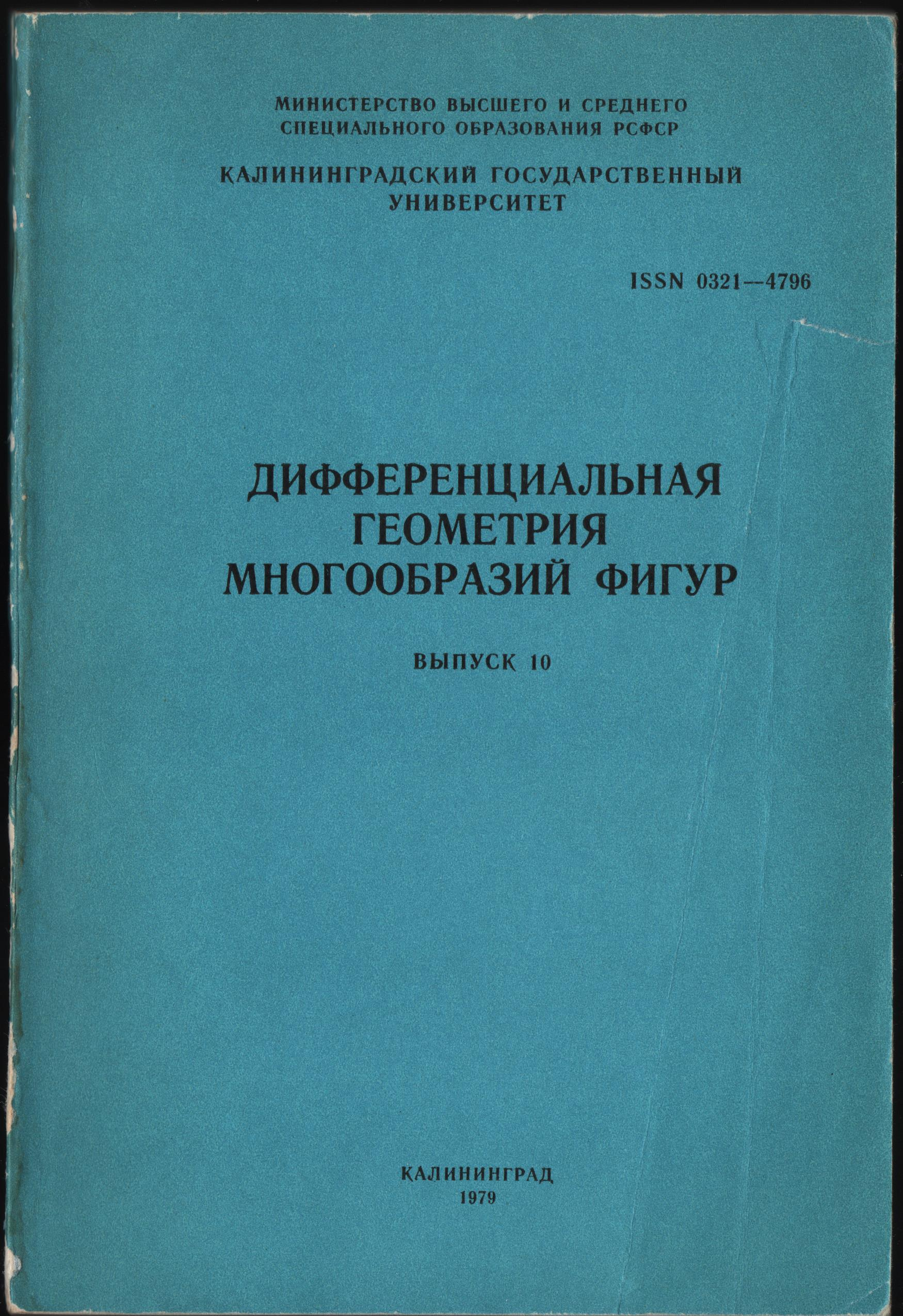
10-й выпуск. 1979 год

### Основные разделы
В журнале публикуются научные статьи по следующим основным научным направлениям:
- геометрия дифференцируемых многообразий и их подмногообразий;
- связности в расслоенных пространствах;
- классические пространства со связностями и их обобщения;
- пространства аффинной связности;
- пространства проективной связности;
- дифференциально-геометрические методы исследований погруженных многообразий;
- геометрия в пространствах с другими фундаментальными группами;
- дифференциальная геометрия в пространствах с фундаментальными группами;
- многообразия с комплексной или почти комплексной структурой;
- элементарная геометрия, тригонометрия и полигонометрия;
- геометрия дифференциальных уравнений;
- компьютерная геометрия;
- теория чисел.

Журнал представляет следующие разделы дифференциальной геометрии:
- геометрия многообразий и расслоений;
- дифференциально-геометрические структуры;
- методы дифференциальной геометрии;
- пространства аффинной и проективной связностей;
- ассоциированные, индуцированные и внутренние связности семейств линейных фигур;
- геометрия римановых пространств и классических поверхностей;
- дифференцируемые отображения;
- приложения дифференциальной геометрии.

### Редакционная коллегия
Следующие учёные входили в редакционную коллегию журнала в разные годы:
- Владислав Степанович Малаховский, Балтийский федеральный университет имени Иммануила Канта (Калининград, Россия) — главный редактор (№ 1—54);
- Юрий Иванович Шевченко, Балтийский федеральный университет имени Иммануила Канта (Калининград, Россия) — ответственный секретарь (№ 17—54);
- Ольга Олеговна Белова, Балтийский федеральный университет имени Иммануила Канта (Калининград, Россия) (№ 50—52), ответственный секретарь (№ 53—54);
- Катерина Валентиновна Полякова, Балтийский федеральный университет имени Иммануила Канта (Калининград, Россия) (№ 50—52), ответственный секретарь (№ 53—54);
- Вячеслав Тимофеевич Базылев, Московский государственный педагогический институт им. В. И. Ленина (1941—1990) (Москва, Россия) (№ 3—20);
- Владимир Балан, Политехнический университет Бухареста (Бухарест, Румыния) (№ 51—54);
- Виталий Владимирович Балащенко, Белорусский государственный университет (Минск, Беларусь) (№ 51—54);
- Шандор Бачо, Дебреценский университет (Дебрецен, Венгрия) (№ 51—54);
- Рузиназар Бешимов, Национальный университет Узбекистана имени Мирзо Улугбека (Ташкент, Узбекистан) (№ 51—54);
- Вацлав Ионович Близникас[лит.], Вильнюсский государственный педагогический институт (1944—1992), Вильнюсский педагогический университет (1992—2011) (Вильнюс, Литва) (№ 3—29);
- Тенгиз Бокелавадзе, Кутаисский государственный университет имени Акакия Церетели (Кутаиси, Грузия) (№ 51—54);
- Любица Велимирович, Нишский университет (Ниш, Сербия) (№ 51—54);
- Ирена Гинтерлейтнер, Технический университет в Брно (Брно, Чехия) (№ 51—54);
- Клеопас Иокимович Гринцевичус[лит.], Вильнюсский университет (Вильнюс, Литва) (№ 3, 4);
- Леонид Евгеньевич Евтушик, Московский государственный университет (Москва, Россия) (№ 21—38);
- Владимир Александрович Игошин, Нижегородский государственный технический университет им. Р. Е. Алексеева (Нижний Новгород, Россия) (№ 37—54);
- Бахар Кирик Рац, Университет Мармара (Стамбул, Турция) (№ 51—54);
- Михаил Васильевич Кретов, Балтийский федеральный университет имени Иммануила Канта (Калининград, Россия) (№ 50—54);
- Йозеф Микеш, Университет Палацкого (Оломоуц, Чехия) (№ 50—54);
- Ваня Александрович Мирзоян, Национальный политехнический университет Армении (Ереван, Армения) (№ 51—54);
- Петер Тибор Надь, Обудский университет (Будапешт, Венгрия) (№ 51—54);
- Юрий Иванович Попов, Балтийский федеральный университет имени Иммануила Канта (Калининград, Россия) (№ 3—54);
- Владимир Юзефович Ровенский, Хайфский университет (Хайфа, Израиль) (№ 51—54);
- Людмила Львовна Сабинина, Национальный автономный университет Мексики (Куэрнавака, Мексика) (№ 51—54);
- Сергей Евгеньевич Степанов, Финансовый университет при Правительстве Российской Федерации (Москва, Россия) (№ 37—54);
- Алексей Васильевич Столяров, Чувашский государственный педагогический университет имени И. Я. Яковлева (Чебоксары, Россия) (№ 37—38);
- Джованни Фальконе, Университет Палермо (Палермо, Италия) (№ 51—54);
- Анатолий Семёнович Феденко[бел.], Белорусский государственный университет (Минск, Беларусь) (№ 5—38).
- Агота Фигула, Дебреценский университет (Дебрецен, Венгрия) (№ 51—54);
- Грэм Стэнли Холл, Абердинский университет (Абердин, Великобритания) (№ 50—54);
- Александр Михайлович Шелехов, Московский педагогический государственный университет (Москва, Россия) (№ 50—54).